# Liste des distinctions d'Alizée
Ceci est la liste des récompenses et nominations obtenues par la chanteuse française Alizée.

## Distinctions

### Ville d'Ajaccio
Médaille de la ville d'Ajaccio, le 7 décembre 2013.
| Année | Travail nommé | Catégorie                      | Résultat  |
| ----- | ------------- | ------------------------------ | --------- |
| 2013  | Elle même     | Médaille de la ville d'Ajaccio | Médaillée |

### SACEM
La Société des auteurs, compositeurs et éditeurs de musique (Sacem) est une société de gestion des droits d'auteur.
Société civile à capital variable, reconnue et contrôlée par l'État français, elle a une mission d'intérêt général. Créée le 28 février 1851, elle a pour mission d'assurer la défense de leurs intérêts et la gestion collective de la collecte et de la répartition des droits d'auteur.
| Année | Travail nommé | Catégorie           | Résultat |
| ----- | ------------- | ------------------- | -------- |
| 2001  | Elle même     | Prix Vincent-Scotto | Honorée  |

## Récompenses et nominations

### Buzz Awards
Chaque année, le site Buzz Land organise les « Buzz Awards ». Cette compétition regroupe 6 catégories musicales et récompense les meilleurs artistes de chaque catégorie: « Meilleur Artiste Masculin », « Meilleure Artiste Féminine », « Meilleur Espoir », « Meilleur Clip », « Meilleur Groupe Musical », « Meilleure Reprise Musicale ».
Le concours se déroule uniquement sur internet du 8 septembre au 30 novembre 2014 sur le site buzz-land.com.
La catégorie « Meilleure Artiste Féminine » récompense l’artiste féminine qui a fait le plus parler d’elle cette année. Que ce soit à travers un télé-crochet, lors de la sortie d’un album ou bien sur Internet, les internautes votent pour l’artiste qui a marqué 2014.
Les internautes se rassemblent et votent pour leurs artistes préférées. À la fin de chaque étape, les candidates qui obtiennent le plus de votes sont sélectionnées pour continuer l’aventure et celles qui n’ont pas été assez soutenues sont éliminées. Finalement, il ne restera qu’une artiste qui obtiendra la titre du Buzz Awards 2015 – « Meilleure Artiste Féminine ».
Tous les dimanches soir à 22 h (heure française), les votes sont remis à zéro pour laisser place à une nouvelle semaine de compétition
| Année | Travail nommé | Catégorie                  | Résultat   |
| ----- | ------------- | -------------------------- | ---------- |
| 2013  | Elle même     | Meilleure artiste féminine | Nomination |
| 2015  | Elle même     | Meilleure artiste féminine | Lauréat    |

### Danse avec les stars
Danse avec les stars est une émission de télévision française produite par BBC Worldwide France et TF1 Production, Il s'agit d'une adaptation de l'émission Strictly Come Dancing diffusée en Grande-Bretagne. Alizée a gagné le Prix de la Danseuse du l'année pour sa participation dans l'émission (2013).
| Année | Travail nommé | Catégorie           | Résultat |
| ----- | ------------- | ------------------- | -------- |
| 2013  | Elle même     | Danseuse de l'année | Lauréat  |

### DMX Awards (WEB)
| Année | Travail nommé | Catégorie                                                 | Résultat |
| ----- | ------------- | --------------------------------------------------------- | -------- |
| 2001  | Moi... Lolita | Meilleure chanson francophone                             | Lauréat  |
| 2001  | Moi... Lolita | Meilleure Hit International jamais sorti aux Estats-Units | Lauréat  |

### Graines de star
| Année | Travail nommé | Catégorie        | Résultat |
| ----- | ------------- | ---------------- | -------- |
| 1999  | Elle même     | Meilleure graine | Lauréat  |

### Hit FM Award (Russie)
| Année | Travail nommé | Catégorie                    | Résultat |
| ----- | ------------- | ---------------------------- | -------- |
| 2001  | Moi... Lolita | Chanson française de l'année | Lauréat  |

### La Chanson de l'année
La Chanson de l'année est une émission de télévision musicale diffusée sur TF1 depuis 2004. Elle est présentée par Nikos Aliagas depuis 2010. Elle était présentée par Flavie Flament de 2004 à 2008, par Sandrine Quétier en 2009. Un échantillon de Français choisi par TF1 vote pour élire leur chanson française préférée de l'année écoulée.
| Année | Travail nommé         | Catégorie          | Résultat   |
| ----- | --------------------- | ------------------ | ---------- |
| 2008  | Mademoiselle Juliette | Chanson de l'année | Nomination |
| 2014  | Blonde                | Chanson de l'année | Nomination |

### Lunas del Auditorio(Mexique)
| Année | Travail nommé | Catégorie                           | Résultat |
| ----- | ------------- | ----------------------------------- | -------- |
| 2008  | Elle même     | Meilleure artiste Pop international | Lauréat  |

### Le Grand Prix de l'é-Reputation
Le Grand Prixvde l'é-Reputation vise, pour la première fois, à établir un baromètre de cette popularité sur la toile, en France et dans le monde. Zoom sur les personnalités hors du commun qui font parler d’elles.
Ces baromètres, officiels, sont validés par Maître Florent Javillier, huissier de justice, expert en nouvelles technologies.
| Année | Travail nommé | Catégorie                                              | Résultat |
| ----- | ------------- | ------------------------------------------------------ | -------- |
| 2014  | Elle même     | Quatrième artiste féminine la plus populaire de France | Lauréat  |

### Lauriers TV Awards
| Année | Travail nommé | Catégorie                                                                | Résultat   |
| ----- | ------------- | ------------------------------------------------------------------------ | ---------- |
| 2013  | Elle même     | Personnalités féminines ayant participé à un programme de divertissement | Nomination |

### M6 Awards
| Année | Travail nommé | Catégorie                         | Résultat |
| ----- | ------------- | --------------------------------- | -------- |
| 2000  | Elle même     | Révélation francophone de l'année | Lauréat  |

### MTV Latin America Awards
MTV Latin America Awards était la version latino-américaine de la cérémonie des MTV VMA's. Elles ont été établies en 2002 pour célébrer la vidéo de musique haut de l'année en Amérique latine et dans le monde. Elles sont présentées annuellement et diffusées en direct sur MTV Networks en Amérique latine. Jusqu'en 2004, tous les VMALAs ont eu lieu à Miami. L'édition 2005 a été le premier qui devrait avoir lieu en dehors des États-Unis, mais le spectacle a été annulé (voir ci-dessous). Le VMALAs 2006 (MTV Prix d'Amérique latine) qui s'est tenue à Mexico Were, et ont donc été les premiers à être réellement célébré en Amérique latine. En 2010, les prix ont été Cancelle
| Année | Travail nommé | Catégorie                | Résultat   |
| ----- | ------------- | ------------------------ | ---------- |
| 2008  | Elle même     | Révélation international | Nomination |

### NME Awards(Royaume-Uni)
NME Awards est une cérémonie qui décerne des récompenses, organisée par le journal hebdomadaire New Musical Express (NME).
Cette cérémonie se déroule de façon annuelle au mois de février. La première émission s'est déroulée en 1953.
| Année | Travail nommé | Catégorie            | Résultat |
| ----- | ------------- | -------------------- | -------- |
| 2001  | Moi... Lolita | Single de la semaine | Lauréat  |

### NRJ Music Awards
Les NRJ Music Awards (parfois désignés par la traduction en français Prix NRJ de la Musique), créés en 2000 par la station de radio NRJ en partenariat avec la chaîne de télévision TF1, ont lieu tous les ans à la mi-janvier en direct du Palais des festivals et des congrès de Cannes (PACA) en guise d'ouverture du MIDEM.
| Année | Travail nommé  | Catégorie                         | Résultat |
| ----- | -------------- | --------------------------------- | -------- |
| 2001  | Elle même      | Révélation francophone de l'année | Lauréat  |
| 2001  | moi-alizee.com | Meilleur site Internet musical    |          |

### Trophée des anges
| Année | Travail nommé | Catégorie          | Résultat |
| ----- | ------------- | ------------------ | -------- |
| 2000  | Elle même     | Artiste de l'année | Lauréat  |
| 2001  | Elle même     | Artiste de l'année | Lauréat  |

### Petite princesse
| Année | Travail nommé | Catégorie           | Résultat   |
| ----- | ------------- | ------------------- | ---------- |
| 2000  | Elle même     | Meilleure chanteuse | Nomination |

### Victoires de la musique
Les Victoires de la musique sont une cérémonie de remise de prix qui se tient annuellement en France depuis 1985 et au cours de laquelle sont décernés des trophées nommés « Victoires » à des artistes du monde de la musique produits dans le monde francophone lors de l'année écoulée.
À l'origine, la cérémonie concernait à la fois la musique de variétés, la musique classique, le jazz et même le spectacle d'humour ; en 1994, une cérémonie distincte a été créée, les Victoires de la musique classique, qui intégraient aussi le jazz jusqu'à la création des Victoires du jazz en 2002. Ils sont souvent cités comme étant l'équivalent français des Grammys aux États-Unis.
| Année | Travail nommé | Catégorie        | Résultat   |
| ----- | ------------- | ---------------- | ---------- |
| 2001  | Gourmandises  | Album de l'année | Nomination |

### World Music Awards
Les World Music Awards sont une cérémonie fondée en 1989, remettant des prix internationaux, qui honore chaque année des artistes internationaux basés sur les chiffres de ventes mondiales fournies par la Fédération internationale de l'industrie phonographique (IFPI). John Martinotti est le producteur exécutif et cofondateur de l'émission. Cette cérémonie des prix est réalisée sous le patronage du prince Albert II de Monaco. Melissa Corken est le coproducteur exécutif de la cérémonie annuelle.
Le spectacle est diffusé dans plus de 160 pays pour un auditoire mondial estimé à environ à un milliard de téléspectateurs.
| Année | Travail nommé | Catégorie                           | Résultat   |
| ----- | ------------- | ----------------------------------- | ---------- |
| 2002  | Elle meme     | Meilleure exportatrice française    | Lauréat    |
| 2014  | Elle meme     | Meilleure artiste féminine du monde | Nomination |
| 2014  | Elle meme     | Meilleure act en vivre du monde     | Nomination |